# 春川五七
春川 五七（はるかわ ごしち、安永5年〈1776年〉‐ 天保2年〈1831年〉）とは、江戸時代後期の浮世絵師、戯作者。

## 来歴
春川栄山の門人。姓は青木、通称は亀助。画名を春川五七といい、戯作名を神屋蓬洲といった。蓬莱亭、神屋蓬莱散人とも号す。江戸生まれか。御家人とも伝えられる。初め江戸小石川に住み、後に本郷弓町に移り住んで神屋蓬洲と称していた。文化末年頃には京都祇園下河原（『増補浮世絵類考』には「京都小原八坂の辺り」とあり、同じ場所を指すか）に移り、同地にて没した。
文化年間に自画作の戯作、滑稽本、読本などを多数手がけ、絵本の挿絵のほか錦絵の役者似顔絵、美人画や肉筆浮世絵の美人画などを描いた。また摺物も残している。作画期は文化年間から没年にまで至る。多才で狂歌や、彫刻の才にも長じており、自作の作品の板木も彫ったという。文化13年（1816年）頃に京都に移り住み、翌文化14年（1817年）から没年である天保2年までのあいだに数種の狂歌本、滑稽本、洒落本などに挿絵を描いた。著作として文化4年（1807年）刊行の自画作の滑稽本『口八丁』二冊、文化5年（1808年）刊行の滑稽本『竜孫戛玉』（たけのともずり）二巻1冊、文化9年（1812年）刊行の読本『天縁奇遇』三巻1冊、文化14年刊行の油断舎戻作の滑稽本『■（言＋空）気譚』（うつけものがたり）一冊、文政5年（1822年）刊行の大極堂有長作の洒落本『箱枕』三巻3冊、天保3年（1832年）刊行の自画作の滑稽本『当見席眼鬘』（あててみるざしきめかずら）二編2冊などがあげられる。文政8年（1825年）刊行の狂歌本『伊楚の万都』（いそのまつ）一冊では自ら編集も行っている。なお刊行年は不明であるが、合巻『絵本千丈嶽』二冊は五七が執筆、門人の春川春泉が挿絵を描いている。享年56。天保3年刊行の滑稽本『当見席眼鬘』の序文に、五七が五七の歳を待たずに草稿半ばにして故人となった旨を記していることから、天保2年のうちに56歳で没したとされる。
門人に春川春泉、堀田春鳥、春川英笑、六輔などがいる。

## 作品
- 「美人合女七ツ目　うれしい目」　大錦12枚揃いの内 　蓬洲筆の落款
- 「松の齢 」　狂歌摺物　文政8年　50歳を祝賀
- 「曳馬図」 板地金箔押 安井金比羅宮絵馬館所蔵 文化10年（1813年）7月奉納
- 「名妓立姿図」　肉筆　大田南畝賛
- 「化粧美人」　絹本着色 太田記念美術館所蔵